# Fraisse-Cabardès
Fraisse-Cabardès  ist eine französische Gemeinde mit 104 Einwohnern (Stand 1. Januar 2022) im Département Aude in der Region Okzitanien. Sie gehört zum Arrondissement Carcassonne und zum Kanton La Malepère à la Montagne Noire.

## Nachbargemeinden
Nachbargemeinden von Fraisse-Cabardès sind Villardonnel im Osten, Aragon im Süden, Montolieu im Südwesten und Brousses-et-Villaret im Nordwesten.

## Bevölkerungsentwicklung
| Jahr      | 1962 | 1968 | 1975 | 1982 | 1990 | 1999 | 2013 |
| Einwohner | 134  | 119  | 68   | 81   | 97   | 109  | 110  |

## Persönlichkeiten
- Jean Cadilhac, Bischof von Nîmes, Uzès und Alès